# Eva Kail
Eva Kail is stadsadviseur en expert inzake vrouwvriendelijke planning en bouwen bij het Bureau voor Strategische Planning in Wenen.  Zij introduceerde het concept “feministische stadsplanning” samen met architecte Kerstin Dörhöfer, en implementeert gender mainstreaming op het gebied van huisvesting, vervoer en de planning en inrichting van openbare ruimten. 
Kail studeerde van 1977 tot 1985 ruimtelijke ordening en regiostudies aan de Technische Universiteit Wenen en haalde er de graad van ingenieur. 
In 1991 organiseerde zij samen met Jutta Kleeberger de fototentoonstelling Wem gehört der öffentlichen Raum - Frauenalltag in der Stadt [Wie bezit de openbare ruimte - het dagelijks leven van vrouwen in de stad], die de dagelijkse ervaringen in beeld bracht van acht vrouwen van verschillende leeftijden, sommigen slecht ter been. Het initiatief leidde tot een publieke discussie over het feit dat veel Europese steden, waaronder Wenen, in de eerste plaats waren ontworpen met het oog op mannelijke forenzen en geen rekening hielden met de behoeften van vrouwen, die de meerderheid van de voetgangers uitmaken. Als gevolg daarvan werd het Vrouwenbureau van de stad Wenen opgericht, van 1992 tot 1997 onder leiding van Kail, en kort nadien de Leitstelle Alltag- und Frauengerechtes Planen und Bauen (Meldpunt vrouwvriendelijke bouwplanning), eveneens – sinds 1998 – onder leiding van Kail. 
Een van haar eerste projecten was de wijk Frauen-Werk-Stadt I, een wooncomplex met 359 eenheden. De aanpak van Kail bestond erin eerst genderspecifieke gegevens te verzamelen om de behoeften van de toekomstige bewoners vast te stellen en daarvoor technische oplossingen uit te werken. Aangezien daaruit bleek dat vrouwen per dag meer tijd besteden aan huishoudelijke taken en de zorg voor kinderen dan mannen, werd het ontwerp specifiek op zorgarbeid afgestemd. Het project werd in 1997 voltooid en bevat veel ontwerpvoorzieningen die op dit concept inspelen, zoals opbergruimte voor kinderwagens, brede trappen en een bouwhoogte die laag genoeg is zodat de bewoners de straat kunnen overzien om de kinderen in de gaten te houden. Bovendien ligt het complex dicht bij het openbaar vervoer en op loopafstand van scholen en een kleuterschool, zodat kinderen al op jonge leeftijd zelfstandig naar school kunnen. Ook medische en commerciële ruimten liggen op loopafstand. Frauen-Werk-Stadt leverde het bewijs dat gender mainstreaming in de stadsplanning kon slagen. 
Nadien werkte Kail van 2002 tot 2006 aan een proefproject in de wijk Mariahilf (28.000 inwoners): dit omvatte het verbeteren van de straatverlichting, voorrang aan voetgangers, het installeren van nieuwe zitplaatsen, het verbreden van trottoirs en het verwijderen van obstakels om de mobiliteit van ouders met kinderwagens, rolstoelgebruikers en ouderen te vergemakkelijken. Gender mainstreaming inspireerde ook de herinrichting van parken: het stadsbestuur had vastgesteld dat het gebruik van parken door meisjes na de leeftijd van negen jaar afnam. Dit was voor het team van Kail aanleiding om verbeteringen aan te brengen, zoals het inrichten van speciale zones voor volleybal en badminton en het aanbrengen van meer verlichting en zitplaatsen.
Kail stelt zich ook tot doel in de stadsplanning “angstruimtes” weg te werken, meer bepaald plekken waar vrouwen zich 's nachts onveilig voelen en die hun mobiliteit beperken. Daarbij wordt bijvoorbeeld aandacht besteed aan gemengde en ook ‘s avonds levendige buurten en structuren, voldoende verlichting of een goede zichtbaarheid door lage heggen en muurtjes. 